# Ascocotyle
Ascocotyle ist eine Gattung der Saugwürmer, die bei fischfressenden Vögeln parasitiert. Erster Zwischenwirt sind Süßwasserschnecken, zweiter Süßwasserfische. In letzteren entwickeln sich die für den Endwirt ansteckenden Metazerkarien. In Fischen lagern sich die Metazerkarien in melaninhaltigen Zysten ab und verursachen das Krankheitsbild der Schwarzfleckenkrankheit.
Typspezies ist Ascocotyle pithecophagicola. Der Mundsaugnapf ist mit Dornen bewaffnet, die in einer oder zwei Reihen angeordnet sind, drei Arten aber fehlen. Zudem trägt der Hinterrand des Mundsaugnapfs einen konischen muskulösen Anhang. Wichtigstes Unterscheidungsmerkmal von der Gattung Pygidiopsis ist die größere Ausdehnung der Dotterstöcke (Vitellaria), welche den Bauchsaugnapf erreichen.

## Arten
Die Unterscheidung der Arten erfolgt anhand der Zahl, Größe und Anzahl der Reihen der Dornen um die Mundöffnung. Darüber hinaus werden Ausmaß und Form der Blinddärme, die Gestalt des Gonotyls, Lage und Ausmaß der Dotterfollikel zur Speziesbestimmung herangezogen.
| Art                                                                                   | Verbreitungsgebiet           | Zahl der Dornen | Anordnung der Dornen              |
| ------------------------------------------------------------------------------------- | ---------------------------- | --------------- | --------------------------------- |
| Ascocotyle ampullacea Miller et Harkema, 1962                                         | USA                          | 20–27 + 20–27   | doppelter kompletter Ring         |
| Ascocotyle angeloi Travassos, 1928                                                    | Argentinien, Brasilien       | 14 + 14         | doppelter kompletter Ring         |
| Ascocotyle angrense Travassos, 1916                                                   | Argentinien, Brasilien       | 18 + 2          | ein kompletter Ring + zusätzliche |
| Ascocotyle ascolonga Witenberg, 1929                                                  | Ägypten, Israel              | 16              | ein kompletter Ring               |
| Ascocotyle branchialis Timon-David, 1961                                              | Frankreich                   | 2 × 16–18       | doppelter kompletter Ring         |
| Ascocotyle bulbosa Ukoli, 1968                                                        | Ghana                        | 16              | ein kompletter Ring               |
| Ascocotyle cameliae Hernández-Orts, Georgieva, Landete et Scholz, 2019                | Argentinien                  | 19–24           | ein kompletter Ring               |
| Ascocotyle chandleri Lumsden, 1963                                                    | USA, Mexiko                  | 27–28 + 27–29   | doppelter kompletter Ring         |
| Ascocotyle coleostoma (Looss, 1896)                                                   | Ägypten                      | 2 × 16          | doppelter kompletter Ring         |
| Ascocotyle felippei Travassos, 1929                                                   | Amerika                      | 2 × 16          | doppelter kompletter Ring         |
| Ascocotyle gemina Font, Overstreet et Heard, 1984                                     | USA, Mexiko                  | 27–32 + 28–32   | doppelter kompletter Ring         |
| Ascocotyle hadra Ostrowski de Núñez, 1992                                             | Argentinien                  | 18–21 + 18–21   | doppelter kompletter Ring         |
| Ascocotyle inglei Hutton and Sogandares-Bernal, 1959                                  | Ägypten                      | 19              | ein kompletter Ring               |
| Ascocotyle intermedius Srivastava, 1935                                               | Indien                       | ohne            |                                   |
| Ascocotyle italica Alessandrini, 1906                                                 | Italien                      | 18              | ein kompletter Ring               |
| Ascocotyle leighi Burton, 1956                                                        | USA, Mexiko                  | 2 × 24–26       | doppelter kompletter Ring         |
| Ascocotyle longa Ransom, 1920                                                         | Europa, Amerika, Naher Osten | 16              | ein kompletter Ring               |
| Ascocotyle macrostoma (Robinson, 1956)                                                | USA, Mexiko                  | 18              | ein kompletter Ring               |
| Ascocotyle mcintoshi Price, 1936                                                      | USA, Mexiko                  | 2 × 18–21       | doppelter kompletter Ring         |
| Ascocotyle megalocephala Price, 1932                                                  | USA, Mexiko                  | 2 × 36–40       | doppelter kompletter Ring         |
| Ascocotyle micracantha Coil et Kuntz, 1960                                            | Türkei                       | 20              | ein kompletter Ring               |
| Ascocotyle minuta (Looss, 1899)                                                       | Ägypten, Italien             | 18–20           | ein kompletter Ring               |
| Ascocotyle nana Ransom, 1920                                                          | USA, Mexiko                  | meist 16 + 4    | ein kompletter Ring + zusätzliche |
| Ascocotyle nunezae Scholz, Vargas-Vázquez, Vidal-Martínez et Aguirre-Macedo, 1997     | Mexiko                       | 24–28 + 6–10    | ein kompletter Ring + zusätzliche |
| Ascocotyle pachycystis Schroeder et Leigh, 1965                                       | USA                          | 2 × 22–29       | doppelter kompletter Ring         |
| Ascocotyle paratenuicollis Nasir, Lemus de Guevara et Díaz, 1970                      | Venezuela                    | 11 + 11         | doppelter kompletter Ring         |
| Ascocotyle patagoniensis Hernández-Orts, Montero, Crespo, García, Raga et Aznar, 2012 | Argentinien                  | 2 × 18–21       | doppelter kompletter Ring         |
| Ascocotyle pindoramensis Travassos, 1928                                              | Brasilien                    | ohne            |                                   |
| Ascocotyle pithecophagicola (Faust, 1920) Faust & Nishigori, 1926                     | Philippinen                  | 16 + 4          | ein kompletter Ring + zusätzliche |
| Ascocotyle plana Linton, 1928                                                         | USA                          | ohne            |                                   |
| Ascocotyle secunda Ostrowski de Núñez, 2001                                           | Argentinien                  | meist 16 + 16   | doppelter kompletter Ring         |
| Ascocotyle septentrionalis (van den Broek, 1967)                                      | Niederlande                  | 16–20           | ein kompletter Ring               |
| Ascocotyle sexidigita Martin et Steele, 1970                                          | USA                          | 2 × 29–30       | doppelter kompletter Ring         |
| Ascocotyle sinoecum (Ciurea, 1933)                                                    | Rumänien                     | 19–22           | ein kompletter Ring               |
| Ascocotyle tertia Ostrowski de Núñez, 2001                                            | Argentinien                  | meist 16 + 16   | doppelter kompletter Ring         |
| Ascocotyle trentinii n. sp. Gustinelli et al. 2022                                    | Italien                      | 27–33           | ein kompletter Ring               |